# Rhynchozoon verruculatum
Rhynchozoon verruculatum är en mossdjursart som först beskrevs av Smitt 1873.  Rhynchozoon verruculatum ingår i släktet Rhynchozoon och familjen Phidoloporidae.
Artens utbredningsområde är Mexikanska golfen. Inga underarter finns listade i Catalogue of Life.